# An-Nasira (Ar-Rakka)
An-Nasira (arab. الناصرة) – miejscowość w Syrii, w muhafazie Ar-Rakka. W 2004 roku liczyła 5135 mieszkańców.